# Pokolj u Maljinama 8. lipnja 1993.
Pokolj u Maljinama bio je ratni zločin koji su počinile bošnjačko-muslimanske snage nad Hrvatima tijekom sukobima s Hrvatima u dolini Lašve. Dana 8. travnja 1993. u hrvatskom selu Maljinama kod Travnika na lokalitetu Bikose strijeljali su 30 zarobljenih ranjenika HVO-a i civila. Tragove zločina pokušali su prikriti, što je uočeno pri iskapanju tijela iz masovne grobnice. Primijećeni su tragovi naknadnih zahvata.
Posmrtni ostatci žrtava ekshumirani 1996. i 2001. godine ekshumirani su posmrtni ostatci ubijenih Hrvata iz dviju masovnih grobnica u mjestu Bikošama. 18 hrvatskih žrtava ratnog zločina ekshumiranih u ta dva puta identificirani su analizom DNK te poslije potvrdom članova obitelji 17. rujna 2018. u prosekturi groblja Prahulja u Travniku. Identificirana su tri brata Balta - Anto, Nikica i Jozo, starosti od 21 do 34 godine, te dvoje braće Baraća: Bojana koji je imao 22 godine i maloljetni Davor, tad 17-godišnjak. Također su identificirani otac i sin Bobaš - Niko i Goran, tad 22-godišnjak. Identificirani su posmrtni ostatci koji nekog od braće Tavić - Mije ili Jakova, ali nije se moglo točno utvrditi kojem od braće, jer je nađen samo dio tijela. Popis identificiranih žrtava:
1. Davor (Zvonko) Barać, rođen 1976. u Travniku;
2. Bojan (Zvonko) Barać, rođen 1971. u Travniku;
3. Dalibor (Stipo) Janković, rođen 1973. u Travniku;
4. Goran (Niko) Bobaš, rođen 1972. u Travniku;
5. Niko (Pero) Bobaš, rođen 1937. u Travniku;
6. Srećo (Franjo) Bobaš, rođen 1963. u Travniku;
7. Slavko (Fabijan) Bobaš, rođen 1946. u Travniku;
8. Franjo (Mijo) Pušelja, rođen 1971. u Travniku;
9. Ljubo (Bariša) Pušelja, rođen 1956. u Travniku;
10. Luka (Mato) Balta, rođen 1969. u Travniku;
11. Ivo (Niko) Balta, rođen 1964. u Travniku;
12. Anto (Franjo) Balta, rođen 1959. u Travniku;
13. Jozo (Franjo) Balta, rođen 1971. u Travniku;
14. Nikica (Franjo) Balta, rođen 1968. u Travniku;
15. Anto (Mijo) Matić, rođen 1963. u Travniku;
16. Ivo (Jozo) Volić, rođen 1953. u Travniku;
17. Predrag Pušelja
18. Mijo ili Jakov Tavić.